# Liesje Sadonius
Liesje Sadonius est une chanteuse belge, connue pour avoir été chanteuse dans le groupe Hooverphonic.

## Biographie
La poésie, l'écriture, le chant et la danse ont toujours été présents dans la vie de Liesje Sadonius même étant petite fille, lorsqu'elle ne pratiquait pas la musique ou le chant elle faisait de la danse dans une école de ballet. 
Liesje rejoint le groupe belge de Trip hop Hoover comme chanteuse et enregistre avec eux leur premier album A New Stereophonic Sound Spectacular sorti en 1996. Quatre singles seront extraits de cet album qui sera suivi d'une tournée.
Liesje décide de se retirer en 1997, date à laquelle Hoover devient Hooverphonic, le groupe et Liesje se séparent en bons termes.
Depuis Liesje travaille sur plusieurs projets, entre autres avec Rik Rosseels (un ami de longue date) ou encore Frank Duchêne (ex-membre d'Hooverphonic également)…
Sa contribution vocale avec d'autres artistes s'étend du nu jazz, downtempo en passant par le trip hop et le pop rock. 
Actuellement, Liesje travaille sur son propre projet avec l'aide de Rik Rosseels, appelé Suzanina, et vient de finir son premier album intitulé Heavenly juice. Par ailleurs, elle travaille également avec le groupe de Trip-Hop bruxellois Airlock.

## Discographie